# Domaine du Chalet Pouilly
Имение Шале Пуйи (фр. Domaine du Chalet Pouilly) — семейный бизнес со столетней историей. В данный момент имение производит два 100 % шардонне: Пуйи-Фюиссе (фр. Pouilly-Fuissé), Сен-Веран (фр. Saint-Véran). Имение Шале Пуйи расположено на склоне холма с видом на деревню Пуйи в сердце апелласьона Пуйи-Фюиссе, Бургундия, Франция.

## История
В 1774 году семья Плюме владела землей в Шасела (фр. Chasselas) — деревня рядом с Маконом. Этот регион Бургундии в то время был известен своими винами, и, как большинство соседей, семья Плюме заинтересовалась виноделием.
В 1928 году Джозеф и Филиппина Плюме получили их первую награду за Бургундское вино на конкурсе вин в Маконе (фр. Saône-et-Loire, France). В то время вина Пуйи-Фюиссе и Сен-Веран ещё не были определены Национальным Институтом Контроля за Апелляциями (фр. l'Institut National des Appellations d'Origine Controllée). Вина Пуйи-Фюиссе и Сен-Веран были впервые определены в 1936 и 1971 годах.
В 1983 году Анри Плюме передал имение во владение своей дочери Мари-Аньес Плюме (Marie-Agnès Plumet) и её мужу Бернару Леже (Bernard Léger).

## Вина
Имение Шале Пуйи утверждает, что при производстве вин оно практикует только традиционное виноделие и с уважением относится к терруару (фр. terroir). Такой подход, согласно Шале Пуйи, позволяет максимально точно придать винам определенные вкусы и ароматы.
Пуйи-Фюиссе и Сен-Веран: Сухое белое сто-процентное Шардонне.

## Философия
Философия Имения Шале Пуйи в позволении природе выразить себя через натуральные процессы виноделия.

## Преданность Делу
После того как Анри Плюме передал имение во владение своей дочери Мари-Аньес Плюме и её мужа Бернара Леже, им обоим пришлось отказаться от карьер в медицине, чтобы полностью посвятить себя работе в Шале Пуйи. До этого Мари-Аньес была фармацевтом-биологом, старшим регистратором больницы в Лионе (фр. Lyon), а Бернар защитил вторую докторскую степень в области фармакологии, вслед за первой посвященной исследованию анестетиков.
В 1984 году они оба переехали в Солютрэ-Пуйи (фр. Solutré-Pouilly). Мари-Аньес начала работать в местной медицинской лаборатории в Маконе заместителем заведующего. Бернар стал деревенским доктором. Как говорит сам Бернар, огромное количество работы в имении вынудило его отказаться от этой практики. С 2004 года он стал сопровождающим доктором помогая людям заболевшим заграницей вернуться во Францию. К этому времени доктор Леже-Плюме, параллельно с работой в Шале Пуйи, окончил Университет Дижона (фр. BTS) по специальности Виноделие и дополнительно получил несколько сельскохозяйственных сертификатов в Боне (фр. Beaune). В 2004 Мари-Аньес получила свидетельство Professionnel Agricole.
Преданность и любовь к виноделию дало имению Шале Пуйи признание в кругах виноделов и ценителей вин.
В 2008 году Бернар Леже-Плюме стал Рыцарем Братства Винных Чаш (фр. Confrérie des Chevaliers du Tastevin) — эксклюзивное сообщество виноделов Бургундии.